# Dorota Wolska
Dorota Wolska (ur. 28 lutego 1955, zm. 26 sierpnia 2021) – polska kulturoznawczyni, doktor habilitowany nauk humanistycznych, profesor nadzwyczajny Uniwersytetu Wrocławskiego, adiunkt w Instytucie Kulturoznawstwa Uniwersytetu Wrocławskiego.
Jej zainteresowania naukowe obejmowały aksjologicznie zorientowaną teorię kultury, zagadnienia związane z filozofią humanistyki (szczególnie statusem wiedzy o kulturze i współczesną kondycją badacza kultury) oraz wybrane zagadnienia estetyki i jej związki z etyką. Zajmowała się również kategorią doświadczenia, rezultatem badań w tym zakresie jest publikacja Odzyskać doświadczenie. Sporny temat humanistyki współczesnej (Wydawnictwo Universitas, Kraków 2012).